# 有名人が通うマチャミ食堂
有名人が通うマチャミ食堂（ゆうめいじん－かよ－まちゃみしょくどう）は、日本テレビ系列で2003年から2004年にかけて放送されていたバラエティ特番。

## 内容
- 昔懐かしい食堂が舞台となっており、司会にあたる女将役を久本雅美が、アシスタントにあたるお手伝い役を磯野貴理子が演じる。
- 2004年9月19日に放送された第4弾では、青木さやかと光浦靖子が貴理子と一緒にお手伝い役を務めた。
- 毎回7人～10人ぐらいの芸能人がゲストとして登場。ゲストの思い出の味にまつわるVTRを紹介し、実際に料理を再現してゲストにご馳走する。
- 料理をご馳走してもらったゲストは、そのお礼として女将役の久本とお手伝いの貴理子に「きも払い」として何かお礼をしなければならない。内容は以下のように、久本や貴理子が喜びそうな物をプレゼントしたり、コントや歌やかくし芸を披露するなど何でも良い。ちなみに「きも払い」とは「お支払いは気持ちで結構です」の意味に由来する。
  - 武田鉄矢は「3年B組金八先生」をやっていたことにちなんで授業を展開した。
  - 浜田幸一は、料理をご馳走してもらったお礼にのり巻きを作って出演者に振る舞い、さらにオリジナル曲「おふくろの唄」を披露した。

## キャスト
- 久本雅美（女将）
- 磯野貴理子（お手伝い）
- 光浦靖子（お手伝い）
- 青木さやか（お手伝い）
- 柴田理恵
- 田中要次
- 内山信二（常連客）
- 脇知弘（常連客）
- 原口あきまさ（常連客）
- 猫ひろし

## 放送リスト
| 回数 | 放送日                  | 時間        | 備考               |
| ---- | ----------------------- | ----------- | ------------------ |
| 1    | 2003年6月28日（土曜日） | 13:30-15:25 | 関東ローカル放送。 |
| 2    | 2003年10月4日（土曜日） | 21:30-23:24 | 全国ネット         |
| 3    | 2004年1月10日（土曜日） | 19:00-21:48 | 全国ネット         |
| 4    | 2004年9月19日（日曜日） | 19:58-21:54 | 全国ネット         |

## スタッフ
- ナレーション：滝口順平、木村匡也、武田広（武田→第3,4回）
- 構成：桜井慎一、堀江利幸、三木敦、近藤祐次、榊暁彦（榊→第2回-）
- TM：古井戸博
- SW：高梨正利
- カメラ：山田祐一
- VE：佐藤満（第4回）
- 音声：池田正義
- 照明：矢田部恵美
- 編集：真壁一郎（第4回）
- MA：大浦克寿（第4回）
- 音響効果：黒澤隆昌（第3,4回）
- 技術協力：八峯テレビ、琉球トラスト、IMAGICA（琉球・IMA→共に第4回）、ヌーベルバーグ
- 美術：高野豊
- デザイン：柳谷雅美
- 装置：鳥原昌生（第3,4回）
- 装飾：吉田浩（第4回）
- 特殊効果：平岡英二（第3回は平岡栄治名義）
- 電飾：浅野辰也
- 美術協力：日テレアート
- リサーチ：フォーミュレーション、フルタイム
- フードコーディネーター：高階多美、林めぐみ
- キャラクターデザイン：岩佐直樹
- AP：橋本孔一（第4回、第1回は制作スタッフ）
- デスク：坂井康世
- ディレクター：前川善郎、高橋研（高橋→第2回-）、高畑伸彦、田川浩子（高畑・田川→共に第4回）、中津雄太（第3,4回）
- 演出：掛水伸一
- プロデューサー：上原敏明、竹村薫（竹村→第2回-）、中田真紀（中田→第2,3回はAP）
- 制作協力：ジーヤマ、日企（日企→第2回-）
- 総合演出・プロデューサー：福士睦（第3,4回、第1回は演出・プロデューサー、第2回は企画・総合演出）
- チーフプロデューサー：吉川圭三（第4回）
- 製作著作：日本テレビ

### 過去のスタッフ
- ナレーション：伊倉一恵（第2回）
- 構成：本田水奈子（第3回）
- TP：田熊克二（第1回）
- SW：先崎聡（第1回）
- CAM：河野敬磨（第1回）
- AUD：大関満朗（第1回）
- VE：稲垣一幸（第1回）、江頭恭二（第2回）、石野太一（第3回）
- LD：吉川知孝（第1回）
- EED：嶋野淳子（第1,2回）、田口正樹（第1回）、藤田信（第3回）
- MA：竹岡良樹（第1回）、坂井真一（第2,3回）
- 音響効果：黒田正信（第1,2回）、大塚耕一（第3回）
- 技術協力：Omnibus Japan（第1-3回）
- 美術：道勧英樹（第2回、第1回はデザイン）
- 装置：田村英一郎（第2回）
- 装飾：村山和彦（第2回）、今村文孝（第3回）
- TK：南田めぐみ（第1,2回）
- 制作スタッフ：水野達也、中野貴文、松村大作（共に第1回）
- AP：根岸和巳（第2回）
- ディレクター：北山孝、谷中憲、島田ツヨシ（共に第1回）、米沢敏克、本間千映子（共に第2,3回）、川久保貴之、藤原耕治、山下朋洋、宇津浩二（共に第2回）、真木健一郎、永島雅也（共に第3回）
- プロデューサー：竹内尊実（第2回）
- チーフプロデューサー：桜田和之（第1-3回）